# Diecezja Ziguinchor
Diecezja Ziguinchor – diecezja rzymskokatolicka w Senegalu. Powstała w 1939 jako prefektura apostolska. Podniesiona do rangi wikariatu apostolskiego w 1952. Diecezja od 1955.

## Biskupi diecezjalni
- Biskupi
  - Bp Jean Baptiste Valter Manga (nominat)
  - Bp Paul Abel Mamba (2012 - 2021)
  - Bp Maixent Coly (1995 - 2010)
  - Bp Augustin Sagna (1966 – 1995)
  - Bp Prosper Dodds, C.S.Sp. (1955 – 1966)
- Wikariusze apostolscy
  - Bishop Prosper Dodds, C.S.Sp. (1952 – 1955)
- Prefekci apostolscy
  - Bp Prosper Dodds, C.S.Sp. (1947 – 1952)
  - O. Giuseppe Fayec, C.S.Sp. (1939 – 1947)